# 麒麟文化
麒麟文化是臺灣新石器時代晚期文化之一，距今約3500年到2000年前，分布於花蓮縣新社到臺東縣都蘭之間東海岸地區。生活型態以農業為重心，以山田燒墾方式種植穀類作物，由於農業技術進步，土地贍養力大增，因此人口增加很多。1926年由森丑之助辨認，鹿野忠雄在1929年稱其為「巨石文化」，但當時巨石文化涵蓋了今天所稱麒麟文化及卑南文化。1976年宋文薰提出將以臺東縣成功鎮麒麟遺址為代表的麒麟文化與以臺東市卑南遺址為代表的卑南文化分開的主張。目前學術界對於麒麟文化有兩種看法，一種認為麒麟文化是一種單一文化，另一說法則認為是卑南文化的地方性類型。
麒麟文化的聚落主要分布在海岸的臺地上，主要遺址有花蓮縣新社遺址、貓公遺址、豐濱．宮下遺址、舞鶴遺址（Satokoay）與臺東縣的麒麟遺址、泰源遺址、大馬第一遺址與都蘭遺址，而該文化陶器以夾安山岩顆粒的紅色素面陶為主，石器與卑南文化相似，此外該文化還有許多大型的單石、石輪、岩棺與石壁等巨大石造物。